# Dicarpa antarctica
Dicarpa antarctica is een zakpijpensoort uit de familie van de Styelidae. De wetenschappelijke naam van de soort is voor het eerst geldig gepubliceerd in 1977 door Monniot & Monniot.